# محمد رفيع حسين معرفي
محمد رفيع حسين معرفي، تاجر وعضو في المجلس التأسيسي الكويتي، وهو من رجالات  الكويت. ولد عام 1909 في حي معرفي، وتوفي عام 1976. تعلم فنون التجارة من والده حسين معرفي الذي تعلمها بدوره من والده محمد رفيع. ذهب إلى الهند للمرة الأولى وهو في سن الرابعة عشر، وبعدها بدأ بعمل التجارة بين  الهند و الكويت مع أخوته: علي، محمد جواد، وعبد الحميد. كانت تجارة محمد رفيع تعتمد على الدراجات الهوائية في البداية قبل أن تشمل طباخات الكيروسين، ومن ثم تطورت لتشمل معظم حوائج الشعب الكويتي.
اصدر سمو الأمير الراحل الشيخ عبدالله السالم الصباح مرسوماً يدعوا لتشكيل مجلس من أجل تأسيس دستور الكويت، وحدث ذلك في أواخر عام 1961، وأنتخب محمد رفيع ضمن هذا المجلس وساهم في تأسيس الديمقراطية في الكويت بشكل كبير. كما ساهم محمد رفيع في وضع قانون منع الخمور في الكويت.
أيضا كان لمحمد رفيع دور في عمل الخير، مثل انه انشأ مستشفى للأطفال بالبصرة، وأسمه اليوم المستشفى الجمهوري.